# Матеу Лаос, Антонио
Анто́нио Миге́ль Мате́у Лао́с (исп. Antonio Miguel Mateu Lahoz; род. 12 марта 1977, Альхимиа-де-Альфара) — испанский футбольный судья. Судья Арбитр ФИФА с 2011 по 2023 года.

## Карьера
Начал карьеру судьи в 1992 году, к 1999 году уже обслуживал матчи 4-го по значимости дивизиона Испании. С 2002 года судил в Сегунда Дивизионе Б, отсудив два года в нём четыре сезона отработал во втором по значимости дивизионе чемпионата Испании Сегунда Дивизионе. С 2008 года судит матчи Ла Лиги (высшей лиге чемпионата Испании), дебютировал 13 сентября в матче между «Севильей» и «Спортингом» (Хихон).
1 января 2011 года становится судьёй ФИФА. Дебютирует в этом качестве 26 марта в товарищеском матче национальных сборных Колумбии и Эквадора, игра проходила в Мадриде и завершилась победой колумбийцев 2:0.
1 декабря 2011 года дебютирует на игре группового этапа Лиги Европы, отсудив в пятом туре игру между немецким Шальке 04 и румынской «Стяуа» (Бухарест).
Через год, в декабре 2012 года Антонио дебютирует в групповом раунде Лиги чемпионов, отсудил матч между французским «Монпелье» и немецким Шальке 04.
16 апреля 2014 года Лаос впервые судил финальный поединок Кубка Испании между клубами «Барселона» и «Реал», победу одержал королевский клуб со счетом 2:1.
Судил матчи чемпионата мира среди молодёжных команд 2015 года, квалификационных отборов к чемпионатам мира 2014 года, квалификационного отбора чемпионатов Европы 2012 и 2016 годов.
Летом 2016 года обслуживал матчи мужского Олимпийского турнира в Рио-де-Жанейро.
В 2017 году избран в число главных судей молодёжного чемпионата мира по футболу 2017.
В 2018 году вошёл в число судей для обслуживания матчей финальной стадии Чемпионата мира 2018 года в России.
В 2021 году отсудил Финал Лиги Чемпионов УЕФА 2020/2021 Манчестер Сити—Челси
В мае 2022 года ФИФА назначила его одним из 36 главных судей чемпионата мира по футболу 2022 года в Катаре.
В июне 2023 года Матеу объявил о завершении карьеры футбольного судьи..

### Чемпионат мира 2022
| Стадия         | Дата           | Место                         | Команда 1  | Команда 2 | Результат                        | Предупреждён | Red card | Пенальти |
| -------------- | -------------- | ----------------------------- | ---------- | --------- | -------------------------------- | ------------ | -------- | -------- |
| Групповой этап | 25 ноября 2022 | Эль-Тумама (Доха)             | Катар      | Сенегал   | 1:3 (0:0)                        | 3 - 3        | 0 - 0    | 0 - 0    |
| Групповой этап | 29 ноября 2022 | Эль-Тумама (Доха)             | Иран       | США       | 0:1 (0:1)                        | 3 - 1        | 0 - 0    | 0 - 0    |
| 1/4 финала     | 9 декабря 2022 | Национальный стадион (Лусаил) | Нидерланды | Аргентина | 2:2 (0:1, 2:2, д.в.0:0, пен.3:4) | 8 - 10       | 1 - 0    | 0 -      |